# Martín Machiñena
Martín Machiñena war ein uruguayischer Politiker.
Machiñena, der der Partido Nacional angehörte, hatte als Repräsentant des Departamento Tacuarembó in der 27. Legislaturperiode vom 15. Februar 1920 bis zum 14. Februar 1923 ein Titularmandat als Abgeordneter in der Cámara de Representantes inne. Machiñena war der Vater von Martín O. Machiñena (* 1917 in Tacuarembó; † 31. Januar 1983), der in den 1950er Jahren die Lista 904 (Acción Renovadora) gründete, Großvater des Politikers Jorge Machiñena und Urgroßvater des Politikers Jorge Machiñena Fassi.